# Léonard Clapisson
 (mars 2020).
Si vous disposez d'ouvrages ou d'articles de référence ou si vous connaissez des sites web de qualité traitant du thème abordé ici, merci de compléter l'article en donnant les références utiles à sa vérifiabilité et en les liant à la section « Notes et références ».
Léonard Clapisson, né le 28 septembre 1749 à Lyon où il est mort le 7 juillet 1797, est un facteur d'instrument à vent français, surtout connu pour être le père du compositeur et corniste Antoine Clapisson et le grand-père du compositeur lyrique et collectionneur d'instruments anciens Louis Clapisson,.

## Biographie
Peu de choses nous sont parvenues sur la vie de Léonard Clapisson. Les informations nous proviennent essentiellement des actes d'état civil. Il est le fils de Barthélémy Clapisson (1700-1785) et de Louise Bruyas. Son père exerce le métier de Marchand-Papetier à Lyon, paroisse Saint-Nizier et a le titre de Bourgeois de Lyon. 
Les circonstances dans lesquelles le jeune Léonard se tourne vers le métier de facteur d'instruments à vent restent mystérieuses, aucun de ses parents connus n'évoluant dans le milieu de la musique. Son frère aîné, Claude-Léonard (1746-1791), est Procureur du Roi et franc-maçon.
Léonard épouse le 13 janvier 1775, Henriette Parent, fille d'un Bourgeois de Saint-Chef. Sur l'acte, il est qualifié de « Luthier à Lyon ». Le couple donne notamment naissance en 1779 au futur compositeur et corniste Antoine Clapisson. Son acte de décès le 19 Messidor de l'an V, indique qu'il s'était établi place du Méridien, maintenant Place des Cordeliers, dans le 2e arrondissement à Lyon.

## Instruments de musique
Il subsiste au moins 3 instruments fabriqués par Léonard Clapisson :
- un hautbois[3],[4] du Musée de la Musique de la Philharmonie de Paris (N° de catalogue E.711). Ce hautbois provient de la vente de la collection Adolphe Sax en 1877. Seul son pavillon serait de Clapisson. Il portait jusqu'en 1977 la marque au feu Clapisson / à Lyon. Cette marque a été grattée à la suite d'un vol avant la restitution de l'instrument au musée.
- une clarinette à 5 clefs[3] est mentionnée dans la collection G. Oldham en Grande-Bretagne (Langwill, p. 29)[5]
- une flûte a été redécouverte en 2019 dans les réserves du Musée des Arts et du Spectacle de Stockholm (Scenkonstmuseet)[réf. nécessaire]

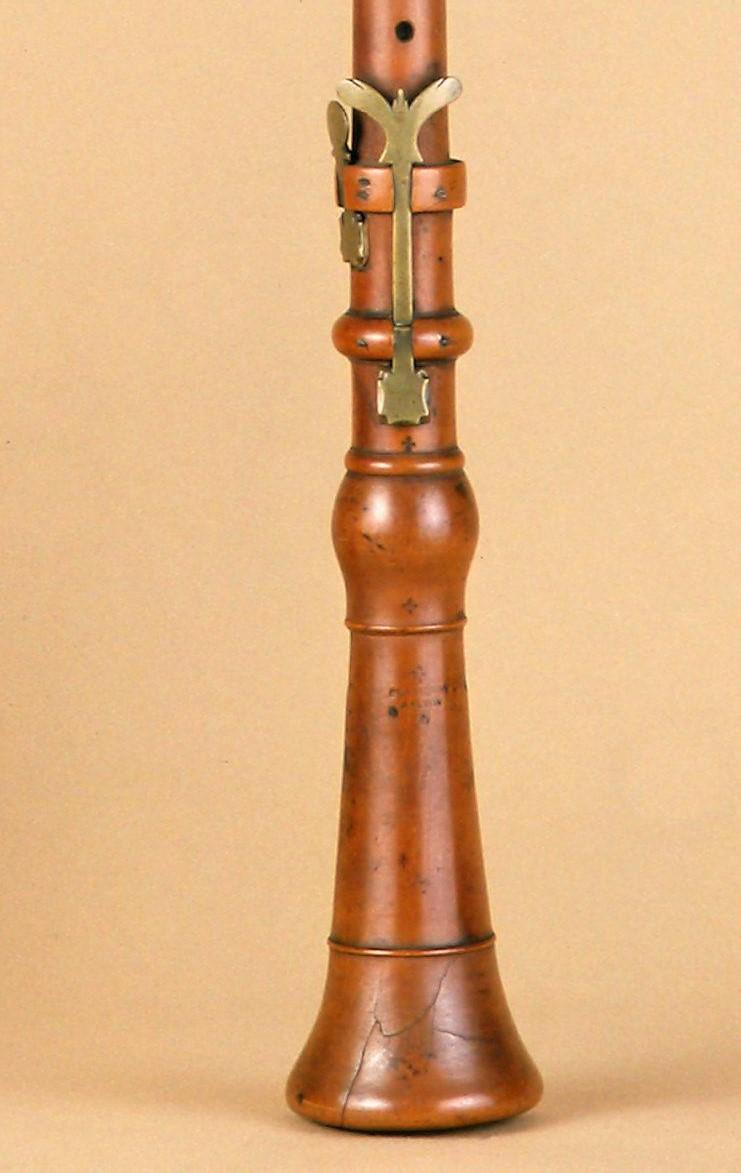
Pavillon de Hautbois par Clapisson
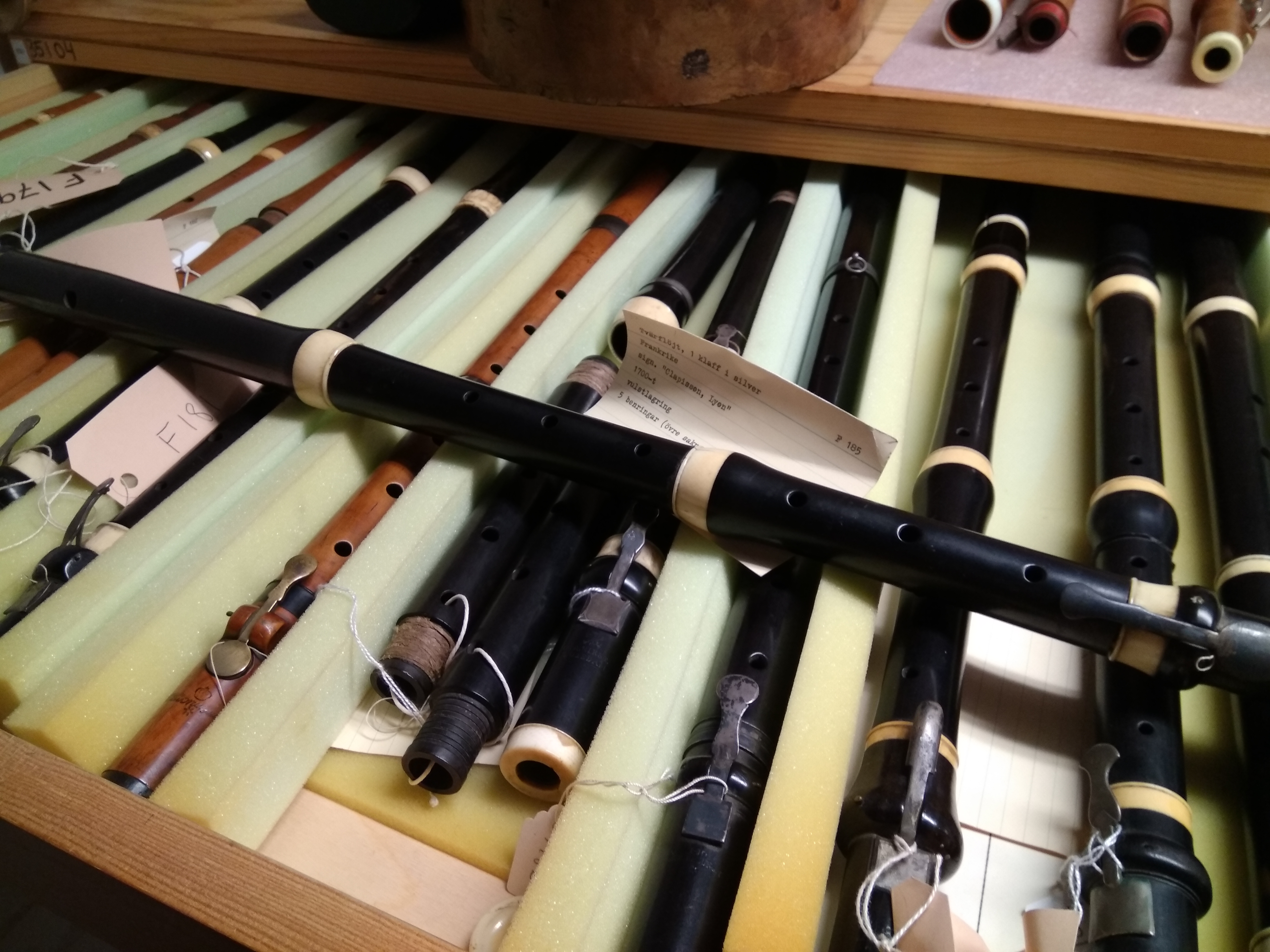
Flûte par le facteur Léonard Clapisson
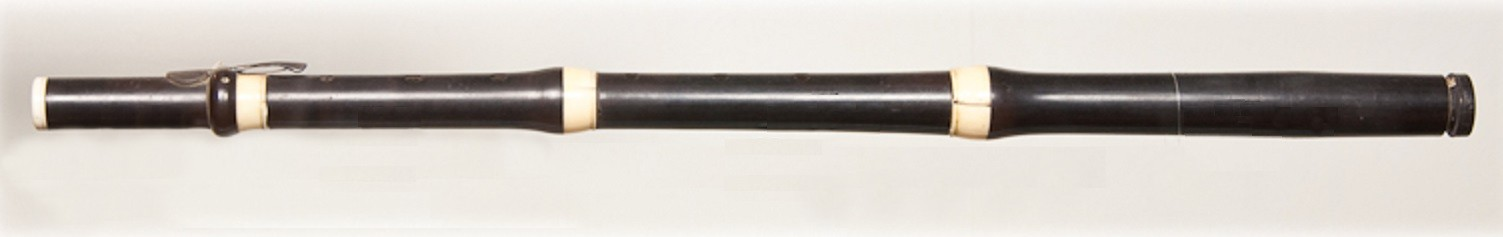
Flûte Clapisson du Musée de Stockholm

## Marque au feu de Léonard Clapisson

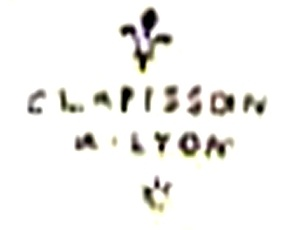
Marque de Léonard Clapisson
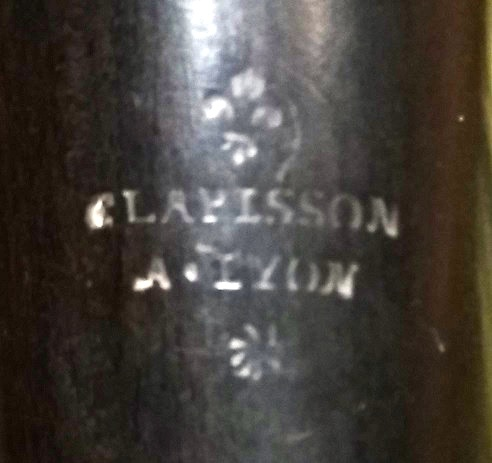
Marque au feu de Léonard Clapisson